# Porpax risi
Porpax risi är en trollsländeart som beskrevs av Elliot C.G. Pinhey 1958. Porpax risi ingår i släktet Porpax och familjen segeltrollsländor. IUCN kategoriserar arten globalt som livskraftig. Inga underarter finns listade i Catalogue of Life.